# Apachekolos invasus
Apachekolos invasus là một loài ruồi trong họ Asilidae. Apachekolos invasus được Scarbrough & Perez-Gelabert miêu tả năm.